# دونیاخا
دونیاگا (به هلندی: Doniaga) یک منطقهٔ مسکونی در هلند است که در ده‌فریسکه مارن واقع شده‌است. دونیاگا ۱۰۰ نفر جمعیت دارد.